# L'impossibile (Dear Jack)
L'impossibile è un singolo del gruppo musicale italiano Dear Jack, pubblicato il 10 agosto 2018 come secondo estratto dal quarto album in studio Non è un caso se....

## Video musicale
Il video, diretto da Gaetano Morbioli, è stato reso disponibile il 10 agosto 2018 attraverso il canale YouTube del gruppo.